# Crawley Down
Crawley Down är en ort i Storbritannien.   Den ligger i grevskapet West Sussex och riksdelen England, i den södra delen av landet, 40 km söder om huvudstaden London. Crawley Down ligger 118 meter över havet och antalet invånare är 4 300.
Terrängen runt Crawley Down är platt. Runt Crawley Down är det tätbefolkat, med 383 invånare per kvadratkilometer. Närmaste större samhälle är Crawley, 7,4 km väster om Crawley Down. Trakten runt Crawley Down består i huvudsak av gräsmarker.